# Johanneskonvent

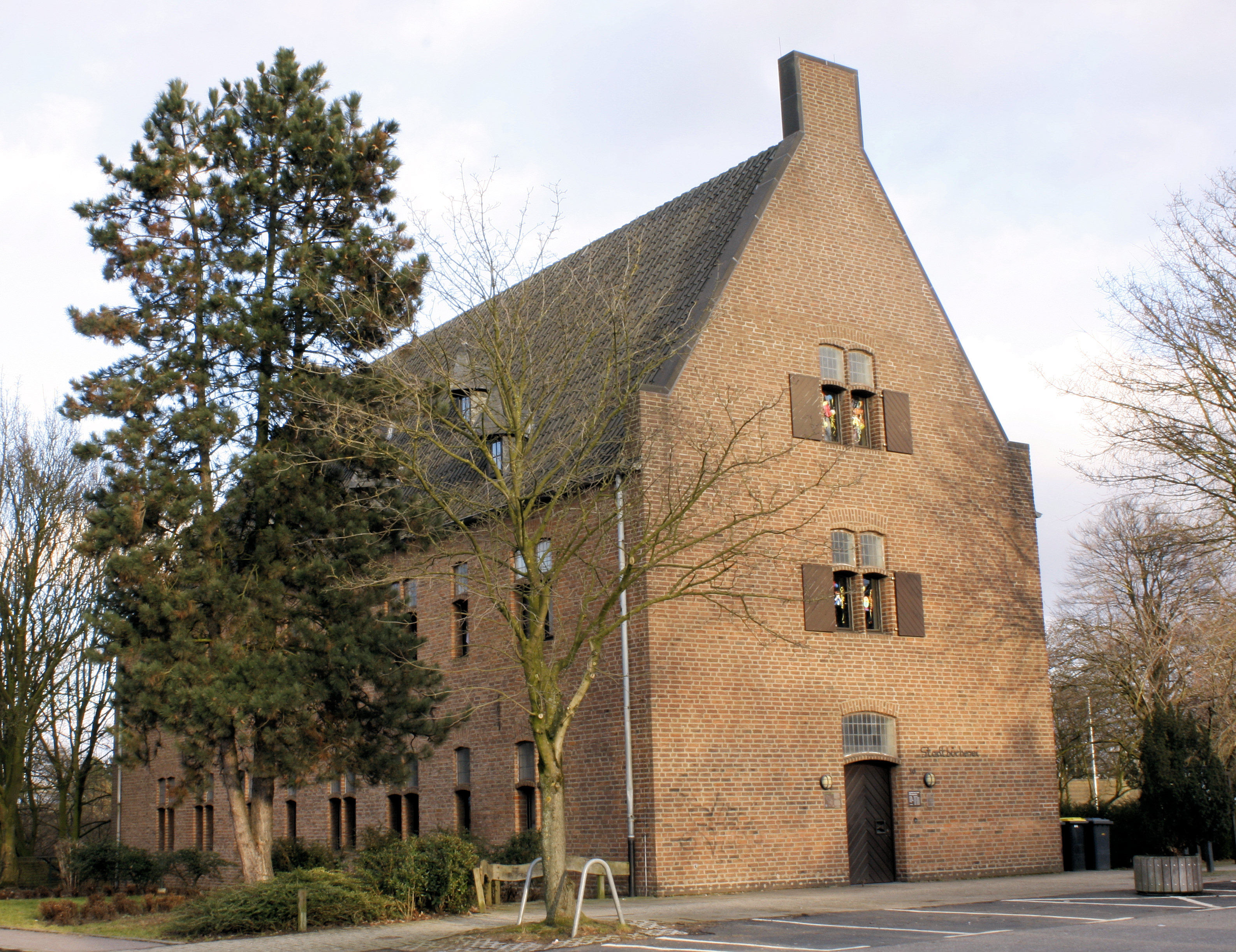
Erhaltenes Gebäude des Johanneskonvents

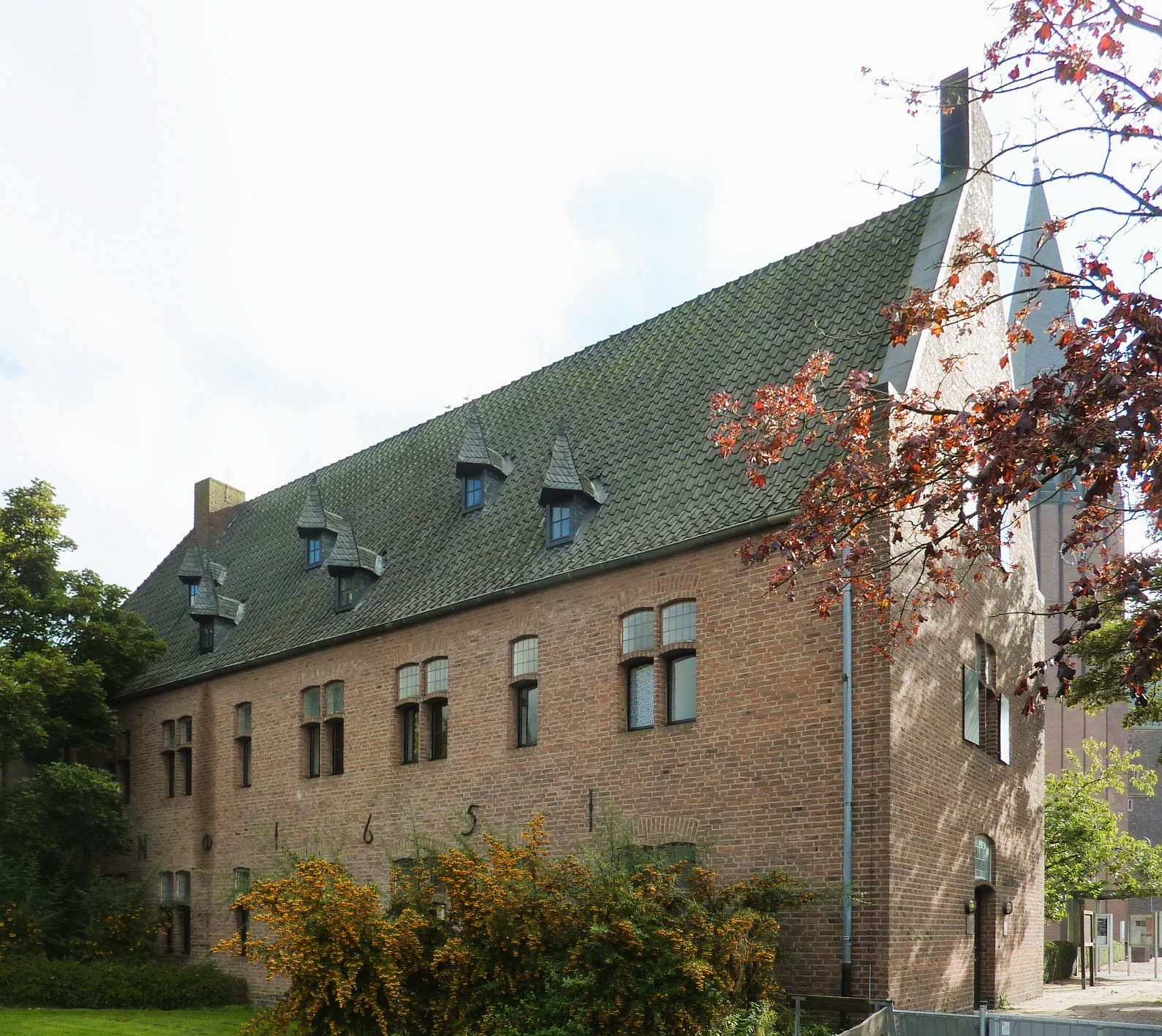
Ansicht von Westen

Der Johannes- oder Große Konvent war ein 1414 bereits bestehendes Beginenhaus und seit etwa 1440 ein Franziskanerterziarinnenkloster in der Stadt Goch am Niederrhein.

## Geschichte
Der Gocher Beginenkonvent in der Mühlenstraße ist erstmals im Jahr 1414 sicher fassbar. Möglicherweise ist er allerdings identisch mit einem bereits 1358 genannten oder einem 1399 gestifteten Beginenhaus in der Stadt. Zwischen 1439 und 1441 nahmen die Beginen die Drittenordensregel der Franziskaner an; daher leitet sich auch die Bezeichnung „Terziarinnenkloster“ ab. Um diese Zeit nahm das Kloster wohl das Patrozinium des Heiligen Johannes Evangelist an. Die Schwestern waren in der Leinenweberei tätig. 1455 beschränkte Herzog Arnold von Geldern die Zahl der Insassinnen auf 50. Zur Unterscheidung des kleineren Beginenkonvents am Kirchhof setzte sich für den Johanneskonvent seit dem 16. Jahrhundert die Bezeichnung „Großer Konvent“ durch.
1802 wurde das Kloster im Rahmen der Säkularisation aufgelöst. Die Gebäude wurden seit 1849 als Krankenhaus genutzt. 1938 wurde die ehemalige Klosterkirche, 1969 die übrigen Gebäude abgerissen. Erhalten ist ein Gebäude aus der Mitte des 17. Jahrhunderts, das bis 2012 die Stadtbücherei beherbergte.